# Оунівське підпілля на території Німеччини 1941 —1943
Оунівське підпілля на території Німеччини 1941—1943 — мережа нелегальних осередків, створених за вказівкою проводу Організації українських націоналістів (бандерівців) на теренах Третього райху. 

## Історія створення та діяльності
Починаючи від вересня 1941, підпільні центри були створені у Дрездені, Брауншвейзі, Мюнхені, Ганновері, Лейпцизі, Кенігсберзі , Бремені, Гамбурзі, Магдебурзі, Франкфурті-на-Майні, Дюссельдорфі та багатьох ін. містах нацистської Німеччини. Організація діяльності здійснювалася за територіальним принципом: терени Райху було поділено на 10 областей, які, у свою чергу, розбито на райони, у межах яких створено підпільні групи по 5 членів. Безпосереднє керівництво нелегальною мережею перебувало в Берліні та підпорядковувалося головному центру оунівського підпілля, що знаходився на той час у Львові.
Основними напрямами діяльності груп були розвідувальна, організаційна, пропагандистська, навчальна. Підпільники пропагували ідею незалежної й соборної України серед українського студентства, закликали до саботажних дій у трудових таборах остарбайтерів, створювали повстанські групи в таборах військовополонених. Деякі представники організації, перебуваючи на службі в німецьких урядових установах і військових штабах, збирали розвідувальні дані, корисні для організації. Завдяки спеціально налагодженій кур'єрській службі ця інформація потрапляла до Берліна та Львова. До кола обов'язків досвідчених функціонерів входило навчання підпільників насамперед основам конспірації та саботажу. Уже впродовж перших місяців функціонування оунівських осередків на території Німеччини їхнім організаторам вдалося налагодити контакти з іншими підпільними організаціями, зокрема французькими.
Підпільники використовували конспіративні квартири, де готували фальшиві документи, листівки та інші матеріали, розповсюджували нелегальну газету «Прапор молоді» тощо. Значну частину пропагандистської літератури отримували нелегальними каналами з дистрикту «Галичина».
1942—43 відбулися масові арешти функціонерів та учасників підпілля ОУН(б) на території Третього Рейху. Лише в Берліні було заарештовано 136 осіб, серед них головного керівника цієї підпільної мережі В.Безхлібника («Беркута») та керівника жіночої гілки — О.Вітик-Войтович («Дарку-Хмару»). Більшість затриманих було направлено до концтаборів, частина загинула під час допитів (заступник головного керівника В.Федак та ін.). Навесні 1943 структура оунівського підпілля на території Німеччини була остаточно зруйнована, залишилося лише кілька роз'єднаних, нечисленних груп.